# 普雷西希
普雷西希是德国巴伐利亚州的一个市镇。总面积53.19平方公里，总人口4084人，其中男性2022人，女性2062人（2011年12月31日），人口密度77人/平方公里。